# 皇山川
皇山川（こうざんがわ）は、埼玉県さいたま市浦和区を流れる芝川支流の準用河川。皇山排水路とも呼ばれる。

## 概要
さいたま市浦和区皇山町付近に源を発する。北に流れ見沼代用水西縁を伏越でくぐり芝川に合流する。暗渠化されている区間が多いが、下流域は開渠となっている。

## 橋梁など
- 皇山川排水機場

橋は数多くあるが名前の付いた橋は少ない。